# 鳥の海パーキングエリア
鳥の海パーキングエリア（とりのうみパーキングエリア）は、宮城県亘理郡亘理町逢隈高屋にある、常磐自動車道のパーキングエリア。鳥の海スマートインターチェンジを併設する。

## 歴史
- 2014年（平成26年）
  - 4月1日：当PAの名称を「亘理PA」（仮称）から「鳥の海PA」で正式決定[2]。
  - 12月6日：相馬IC - 山元IC間開通に伴い、供用開始[3]。
- 2016年（平成28年）3月19日：スマートICの供用を開始[1]。
- 2021年（令和3年）3月6日：PA駐車場の拡幅工事が完成[4]。

## 施設

### 上下線集約
- トイレ
  - 男性 大6（和式0・洋式6）・小6
  - 女性 18（和式1・洋式17）
  - 車椅子用 1
- 自動販売機

### 上り線（水戸・東京方面）
出入口は平面Y型である。
- 駐車場
  - 大型 17台
  - 小型 17台
  - トレーラー 1台

### 下り線（仙台・石巻方面）
- 駐車場
  - 大型 20台
  - 小型 27台
  - トレーラー 1台

## 鳥の海スマートインターチェンジ
鳥の海スマートインターチェンジ（とりのうみスマートインターチェンジ）は、鳥の海パーキングエリア（PA）上に併設されているスマートインターチェンジである。
- 運用時間：24時間[5]
- 対応車種：ETC車載器を搭載した全車種[5]
- 利用方向：全方向対応[5]

### 歴史
- 2016年（平成28年）3月19日：当スマートICの供用を開始[1]。

### 周辺
- 鳥の海
- 亘理駅（JR東日本・常磐線）

### 接続する道路
- 直接接続
  - E6常磐自動車道(27番)
  - 亘理町道亘理スマートインター線

- 間接接続
  - 福島県道・宮城県道38号相馬亘理線

## 隣
E6 常磐自動車道
(26)山元IC - (27)鳥の海PA/SIC - (28)亘理IC